# Mastigimas
Mastigimas (лат.) — род мелких полужесткокрылых насекомых из семейства листоблошковых Calophyidae. Включает около 10 видов.

## Распространение
Встречаются в основном в Неотропике.

## Описание
Мелкие полужесткокрылые насекомые (около 5 мм). Внешне похожи на цикадок, задние ноги прыгательные. Род Mastigimas предположительно близок к сестринскому таксону Bharatiana Mathur, оба из подсемейства Mastigimatinae (Calophyidae) (Burckhardt & Ouvrard 2012), которое иногда выделяют в отдельное семейство Mastigimatidae  Bekker-Migdisova, 1973. Взрослые особи и нимфы питаются, высасывая сок растений из флоэмы. Mastigimas развиваются на растениях рода Cedrela, а сестринский род Bharatiana — на Toona, демонстрируя аналогичное викариантное распространение как и их хозяева. Незрелые Mastigimas живут группами на нижней поверхности листьев и производят большое количество воска и пади. Когда популяции имеют высокую численность, они могут заселять все растение, включая черешки листьев, стебли и ветви молодых растений, нанося серьезный ущерб своим хозяевам.
Передние перепончатые крылья в состоянии покоя сложены крышевидно. Лапки имеют 2 сегмента. Антенны короткие, имеют 10 сегментов.

## Систематика
Около 10 видов.
- Mastigimas anjosi Burckhardt, Queiroz, Queiroz, Andrade, Zanol, Rezende & Kotrba, 2011
- Mastigimas cedrelae (Schwarz, 1899)
- Mastigimas colombianus Burckhardt, Queiroz & Drohojowska, 2013
- Mastigimas drepanodis Burckhardt, Queiroz & Drohojowska, 2013
- Mastigimas ernstii  (Schwarz, 1899)
- Mastigimas peruanus  Enderlein, 1921typus
- Mastigimas reseri  Burckhardt, Queiroz & Drohojowska, 2013
- Mastigimas schwarzi  (Tuthill, 1945)